# Торбеево (Томская область)
Торбеево — деревня в Первомайском районе Томской области России. Входит в состав Первомайского сельского поселения. Население 355 чел. (2021) .

## География
Находится на востоке региона, на правобережье реки Чулым (Томское Причулымье), в 8 км от районного центра Первомайское, в 0,3 км от д. Крутоложное .
Уличная сеть: Советская ул., Строительная ул., ул. Мелиораторов.

## История
В 1930-е годы в составе Пышкино-Троицкого сельсовета Зачулымского района.
В соответствии с Законом Томской области от 10 сентября 2004 года № 204-ОЗ деревня вошла в состав Первомайского сельского поселения.

## Население
| 2002 | 2010 | 2012 | 2013 | 2014 | 2015 | 2021 |
| ---- | ---- | ---- | ---- | ---- | ---- | ---- |
| 466  | ↘371 | ↘345 | ↘342 | ↘329 | ↗330 | ↗355 |

## Известные жители
7-летнюю школу в Торбеево закончил Николай Викентьевич Лукьянёнок, председатель Томского облисполкома в 1967—1980.

## Инфраструктура
Лесное хозяйство. Личное подсобное хозяйство. Школа.
В 2010 году томские власти совместно с ОАО «Научно-исследовательский институт полупроводниковых приборов» сооружение ветро-солнечных электростанции.

## Транспорт
Просёлочные дороги.